# Rebamipide
Rebamipide, một dẫn xuất amino acid của 2-(1H)-quinolinone, được sử dụng để bảo vệ niêm mạc, chữa lành vết loét dạ dày tá tràng và điều trị viêm dạ dày. Nó hoạt động bằng cách tăng cường bảo vệ niêm mạc, quét sạch các gốc tự do, và kích hoạt tạm thời các gen mã hóa cyclooxygenase -2.
Rebamipide được sử dụng ở một số quốc gia châu Á bao gồm Nhật Bản (được bán trên thị trường là Mucosta), Hàn Quốc, Trung Quốc  và Ấn Độ (nơi nó được bán dưới tên thương mại Rebagen). Nó cũng được phê duyệt ở Nga dưới tên thương hiệu Rebagit. Nó không được Cục Quản lý Thực phẩm và Dược phẩm Hoa Kỳ chấp thuận cho sử dụng tại Hoa Kỳ.
Các nghiên cứu đã chỉ ra rằng rebamipide có thể chống lại tác hại của NSAID trên niêm mạc GIT, và gần đây là ruột non, nhưng không gây tổn thương dạ dày do naproxen. Nó cũng đã được nghiên cứu để điều trị bệnh Behçet. Nó đã được chứng minh là điều trị thành công viêm túi trong một nghiên cứu N đơn sau khi các liệu pháp đầu tiên cho tình trạng này không thành công. Một số nghiên cứu đã cho thấy hiệu quả trong điều trị lão thị (mất thính lực liên quan đến tuổi).
Nó cũng đã được chứng minh là làm giảm bớt các dấu hiệu và triệu chứng của khô mắt trong một thử nghiệm ngẫu nhiên có kiểm soát mặc dù điều này chưa được phổ biến rộng rãi trên lâm sàng.